# Brujeria
Brujeria est un groupe de death metal mexicano-américain, originaire de Los Angeles, en Californie,,. Il surgit tout d'abord comme un groupuscule terroriste ayant enlevé les patrons de l'écurie de Roadrunner Records, pour pouvoir s'enregistrer. Ce gag ayant été démenti, le groupe apparaît comme un projet parallèle qui se caractérise par les thèmes du satanisme, du terrorisme, du sexe, de la rébellion et de la politique.
Le groupe se forge une réputation de psychopathes en jouant sur scène cagoulés des titres appelés marijuana ou brujerizmo (du mot brujeria qui signifie « sorcellerie »). Brujeria est mexicain d'où le nom et les paroles en espagnol. Dino Cazares (ex-Fear Factory) était le guitariste. Les musiciens de Brujeria jouent cagoulés et tentent toute leur carrière de garder leur identité secrète. Nous savons dorénavant que Dino Cazares (ex-Fear Factory), Asesino, Raymond Herrera (Fear Factory), ainsi que Billy Gould ex-Faith No More y ont notamment officié à la guitare, à la batterie et à la basse. Sur le premier album, Raza Odiada, participent Igor et Max Cavelera. Au Hellfest 2007, il y avait Shane Embury (Napalm Death) à la guitare, et Jeff Walker (Carcass) à la basse.

## Biographie

### Débuts (1989–1992)
Brujeria est formé lors d'une fête en 1989, à Los Angeles, en Californie,,,, dans l'esprit d'un groupe de grindcore et death metal représentant la communauté latino et chicano. Ses membres, le guitariste Dino Cazares, Jello Biafra, le batteur Pat Hoed, le bassiste Billy Gould et le chanteur Juan Brujo, utilisent des pseudonymes.
Leur premier single, ¡Demoniaco!, est publié en 1990. En 1992, Machetazos est publié et marque le premier changement de formation du groupe. Jello Biafra quitte le groupe, puis Pinche Peach est recruté comme second chanteur, et Raymond Herrera reprend le rôle de batteur ; Pat Hoed, l'ancien batteur du groupe devient le second guitariste. Machetazos et El Patron sont produits et distribués par le label de Biafra, Alternative Tentacles. Le groupe fait polémique à cause des paroles ayant pour thèmes la drogue, le sexe et le satanisme. Ces sujets, bien que repris par d'autres groupes de death metal, s'inspirent des méfaits d'Adolfo Constanzo, un tueur en série et dealer cubano-américain.

### DeMatando GüerosàSpanglish 101(1993–1999)
La couverture de leur premier album, Matando Güeros (1993), représentant une tête coupée tenue par une main, fait la polémique. De ce fait, cette tête coupée deviendra l'emblème du groupe, qu'ils transforment en mascotte appelée Coco Loco, et qui apparaitra sur d'autres couvertures et sur leurs produits dérivés. Selon les rumeurs, la tête appartiendrait à Mario Rios. Grâce à l'album et aux rumeurs qui lui sont liées, Brujeria se popularise. Dans cet album, le groupe fait participer Shane Embury à la basse, qui restera par la suite dans le groupe.
En 1995, ils publient leur deuxième album, Raza Odiada, qui se caractérise par un changement de style musical. Raza Odiada comprend le single La Ley de Plomo, dont le clip s'avèrera être un succès sur des chaînes comme MTV. Le groupe commence à se populariser significativement, mais décide néanmoins de rester anonyme, refusant de donner des concerts (à quelques exceptions près). Deux ans plus tard, ils publient l'EP Marijuana, qui comprend une reprise parodique de la populaire chanson La Macarena. 1999 assiste à la publication de Spanglish 101, une compilation d'artistes signés au label Kool Arrow Records, protestant contre l'usage systématique de l'anglais. Sur cet album, le groupe publie plusieurs nouvelles chansons comme Marcha de Odio qui sera plus tard incluse dans leur album Brujerizmo, et Don Quijote Marijuana.

### Succès commercial et pause (2000–2006)
En 2000, cinq ans après leur dernier album, Brujerizmo est publié et fait participer Nicholas Barker comme second batteur, Jesse Pintado à la guitare et Gaby Dominguez (Pititis), qui représente un démon féminin, au chant. La prochaine sortie est une compilation, intitulée Mextremist! Greatest Hits, publiée en 2001, qui comprend les chansons classiques, des remixes et autres. Le groupe se met ensuite en pause vers 2002. Le 17 juillet 2004, le chanteur Juan Brujo est arrêté à Tijuana, au Mexique, en possession d'une arme blanche illégale (machette) et de stupéfiants.
En novembre 2005, le groupe annonce des dates de tournée pour entre le 28 janvier et le 12 février 2006.

### Réunion etPocho Aztlan(depuis 2007)

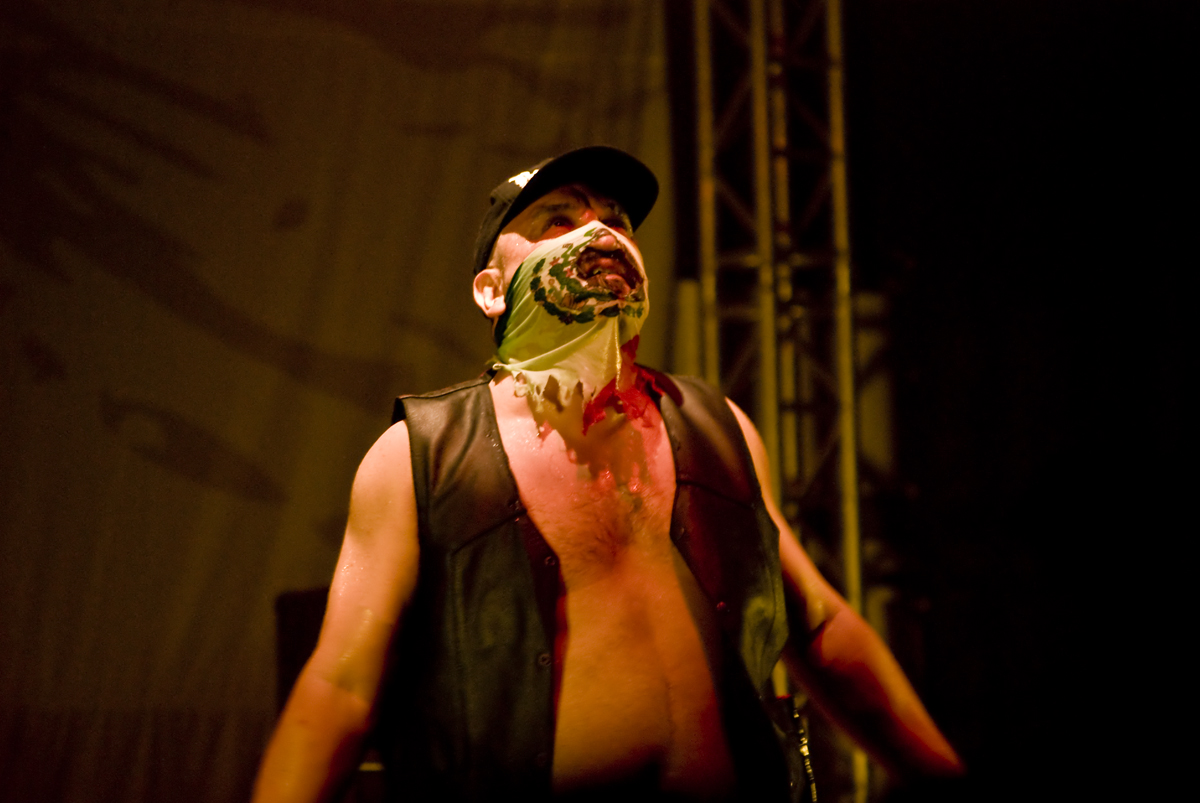
Juan Brujo en 2009.

Après plusieurs années de pauses, et de problèmes internes, Brujeria se reforme en 2007 et décide de retourner sur scène. Juan Brujo (chant), Pat Hoed (second chant), Jeff Walker (basse), Shane Embury (guitare) et Adrian Erlandsson (batterie) se lancent dans une tournée appelée Weapon of Change Tour. Du 21 février au 15 décembre, le groupe joue en Angleterre, en Italie, en Espagne, en France, en Allemagne, aux États-Unis, au Mexique, en Colombie, en Argentine, au Brésil, au Pérou, au Chili et en Équateur. Entre avril et juin 2008, Brujeria revient en Europe pour jouer quelques concerts au SWR MetalFest XI de Barroselas, au Portugal, encore une fois au Viña Rock à Albacete, en Espagne et au Kobetasonik, un festival de rock.
Ils jouent une tournée mondiale entre 2007 et 2008. En juin 2009, le bassiste Shane Embury révèle un quatrième album courant l'année prochaine, qui sera probablement auto-publié par le groupe. En octobre 2014, ils signent au label Nuclear Blast pour un album en 2015. Le 1er juillet, le groupe annonce son quatrième album, intitulé Pocho Aztlan le 16 septembre. Il fera participer Hongo Jr., El Cynico, El Sangron et Cuernito. En mai 2016, le groupe affine son dernier album avant publication, et publie entretemps le single Viva presidente Trump!.

## Style musical et inspirations
Le style musical de Brujeria passe du thrash metal industriel à la Fear Factory au grindcore à la Napalm Death. Les premiers albums ressemblent à du grind/death enregistré dans une cave à Tijuana, ¡Demoníaco!, pour finir avec le gros son (de Fear Factory) pour l'album Brujerizmo. Les sujets les plus abordés sont le satanisme, le terrorisme, le sexe, la rébellion, et la politique. Dès le début Brujeria s'annonce porteur d'un message satanique et de magie. Le premier morceau de leur premier album s'appelle Seis Seis Seis.
Imprégné des grands révolutionnaires mexicains Emilio Zapata et Pancho Villa, Brujeria leur dédie une chanson « Division del norte » sur l'album (Brujerizmo), division del norte étant la formation militaire de Pancho Villa. Investi d'idéaux d'extrême gauche, le groupe affiche très clairement son engagement dans la chanson Revoluciòn, dans laquelle ils incitent le peuple à s'armer et rejoindre les rangs du Subcomandante Marcos (con machetes armense, ejercitos indios zapatistas, comandante Marcos mandanos) et en hurlant le nom de leur idéologie (comunismo, satanismo, P.R.I. es lo mismo).
Brujeria est issue du nord du Mexique point de passage principal de la cocaïne investissant le territoire sud-californien. La « cocaïna » est leur truc et ils lui dédient une chanson dans Brujerizmo encore Laboratorio cristalido en référence à la cristallisation de la cocaïne et du crack qui, sur fond de blast de batterie et de prise de pipe à eaux de marijuana, nous parle de sur-consommation de crack. La chanson El Patron résume bien leur addiction également, cette chanson glorifiant el Patron, Pablo Escobar, le grand trafiquant de cocaïne, mort en 1993. Citons aussi Asesino tengo nariz de platino, ce qui veut dire que Asesino a.k.a Dino s'est fait poser une plaque de platine afin d'éviter la perforation nasale due à la consommation nasale excessive de cocaïne.
Les points de vues diffèrent sur ce sujet, car certains de leurs titres, comme « consejos narcos », entrainent plutôt à une consommation exclusive de cannabis et au rejet de la drogue de la poudre (héroïne plus particulièrement). (« marijuana si!, el polvo no! »)

## Membres

### Membres actuels
- Juan Brujo (†)- voix
- Fantasma (Pat Hoed) - seconde voix
- Pinche Peach (†)- troisième voix
- Hongo (Shane Embury) - guitare
- El Cynico (Jeff Walker) - basse
- El Podrido (Adrian Erlandsson) - batterie

### Anciens membres
- Asesino (Dino Cazares) - guitare
- Hongo Jr. (Nicholas Barker) - batterie
- Güero Sin Fe (Billy Gould) - guitare, basse
- Greñudo (Raymond Herrera) - batterie
- Sadístico (Emilio Márquez) - batterie
- Cristo De Pisto (peut être Jesse Pintado) - guitare
- Marijuano Machete (Control Machete DJ) - voix
- Pititis - voix féminine
- Angelito (Tony Laureano) - batterie
- El Embrujado (Patrik Jensen) - guitare

## Discographie

### Albums studio
- 1993 : Matando Güeros
- 1995 : Raza Odiada
- 1999 : Spanglish 101
- 2000 : Brujerizmo
- 2001 : Mextremist! Grandes Éxitos
- 2003 : Mexecutioner! Lo Mejor de Brujería
- 2016 : Pocho Aztlan

### EP
- 2000 : Marijuana

### Singles
- 1990 : ¡Demoníaco!
- 1991 : ¡Machetazos!
- 1994 : El Patrón
- 2016 : Viva presidente Trump![19]
- 2019 : Amaricon Czar
- 2020 : Covid-666